# Un attimo di blu
Un attimo di blu è un album discografico del cantante italiano Fausto Leali pubblicato nel 1981.

## Tracce
1. Canzone facile
2. Un attimo di blu
3. Valzer
4. Sarò
5. Il tuo posto
6. Non ti arrendi mai
7. Malafemmena
8. Allora no
9. Riviera
10. A costo di morire